# Rajna Kabaivanska
Raina Yakimova Kabaivanska (Burgas (costa de la mar Negra, Bulgària), 15 de desembre, 1934. és una cantant d'òpera búlgara que va treballar durant molts anys a Itàlia, una de les veus de soprano més significatives de la segona meitat del segle xx, professora de música i personatge públic.
És Cavaller de l'Orde d'Itàlia, cinc vegades la persona més popular d'Itàlia i dues vegades Música de l'any.

## Biografia
El pare de Raina Kabaivanska, Yacho Kabaivanski, era veterinari, escriptor, poeta i professor universitari, i la seva mare, Stayka, era professora de física.
Des de petita, va començar a tocar el piano i cantar al cor infantil "Bodra Smyana". El 1957 Es va graduar en cant d'òpera i piano al Conservatori Estatal Pantxo Vladiguèrov, estudiant primer amb Lyudmila Prokopová i després amb Iliya Yosifov. Després de graduar-se, va ser nomenada a l'Òpera de Sofia només com a corista, fet que la va motivar a sol·licitar una beca d'especialització el 1958. Va anar a Itàlia, on va estudiar música al Liceu "Viotti" de Varcelli amb els professors de veu Zita Fumagali, D. Tess i Merlini.
Poc després d'arribar a Itàlia, Kabaivanska va començar a participar en concursos de cant, i el 4 d'abril de 1959 va debutar a "Reggio Emilia" amb el paper de Georgetta a Il tabarro de Giacomo Puccini. Des de 1961 va ser solista a La Scala de Milà i a l'Òpera de Sofia. En pocs anys, es va establir a l'escenari italià i se li va donar un lloc permanent a La Scala.
Va aconseguir un èxit espectacular en les seves actuacions als escenaris musicals del món, cosa que li va portar a la fama mundial. Canta a l'Òpera Metropolitana, l'Òpera Estatal de Viena, l'Arena di Verona, el Teatre Bolshoi de Moscou, el Covent Garden de Londres i el Carnegie Hall.
Imparteix classes en una acadèmia de música a Itàlia i en classes magistrals a la Nova Universitat Búlgara, donant gran part dels ingressos dels seus concerts a beques per a joves talents musicals. També va fundar el Fons Raina Kabaivanska, que atorga beques a joves talents búlgars.

## Premis i honors
- "Bellini", 1965
- Viotti d'oro, 1970
- "Puccini d'or", 1978
- Ilica, 1979
- "Monte Verdi", 1980
- "Lorenzo el Magnífic", 1990
- Acadèmia Mèdici, 1990
- Ordre de la "Stara Planina", 1994
- Abbiati, 1995

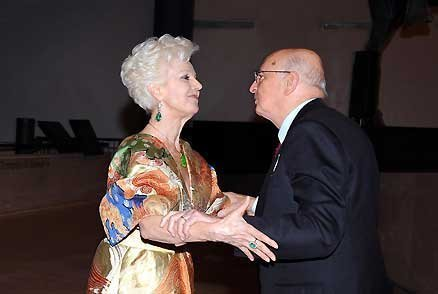
El president italià Giorgio Napolitano felicita Raina Kabaivanska en un concert el 26 de febrer 2009

- Atorgat el títol de Doctor Honoris Causa de la Nova Universitat Búlgara (11 de març de 1998).[4]
- "A Life for Music", 2000
- Premi especial a la carrera: "Oscar" dels International Opera Awards, 2013.[5]
- Ciutadà d'Honor de Sofia, 2014
- premi internacional "Maria Callas 2019"[6]
- Premi Humanitari Bogdan Bogdanov, 2023[7]